# Bruno van Moerkerken
Bruno van Moerkerken (Amsterdam,18 mei 1961 – Amsterdam, 19 januari 2024) was een Amsterdams politicus, filmmaker, fotograaf en columnist. Bekendheid kreeg hij door de door hem gerealiseerde fietsroute om het NEMO Science Museum, die tevens naar hem werd vernoemd: de Bruno van Moerkerkenpassage. Van Moerkerken schreef onder het pseudoniem Ballabona Cucharón 20 jaar columns, waarin hij kritiek gaf op het Amsterdamse stadsbestuur.

## Biografie
Bruno van Moerkerken werd geboren in 1961 in Amsterdam als kind van surrealist en fotograaf Emiel van Moerkerken en redactrice Gerritje Bruil. Vanaf jongs af aan had Van Moerkerken al belangstelling voor fotografie van Amsterdam en vergane glorie. Voor zijn studie geologie verbleef hij in Murcia (Spanje). Hij werkte enkele jaren voor Shell en in de jaren '90 vervulde hij een cruciale rol als ambtenaar door Integrale Buurtkwaliteitsplannen Openbare Ruimte (IBOR's) op te stellen voor bijna alle buurten van Amsterdam-Centrum, in opdracht van toenmalig wethouder Binnenstad en latere minister van Binnenlandse Zaken, Guusje ter Horst. Deze plannen, zoals het IBOR Jordaan, speelden een belangrijke rol in discussies over stadsontwikkeling, waaronder het heropenen van eerder gedempte grachten, aangewakkerd door D66. De IBOR's die Van Moerkerken opstelde, blijven tot op heden cruciaal als basis voor de vormgeving van de openbare ruimte en de bebouwde omgeving in het centrum van Amsterdam.

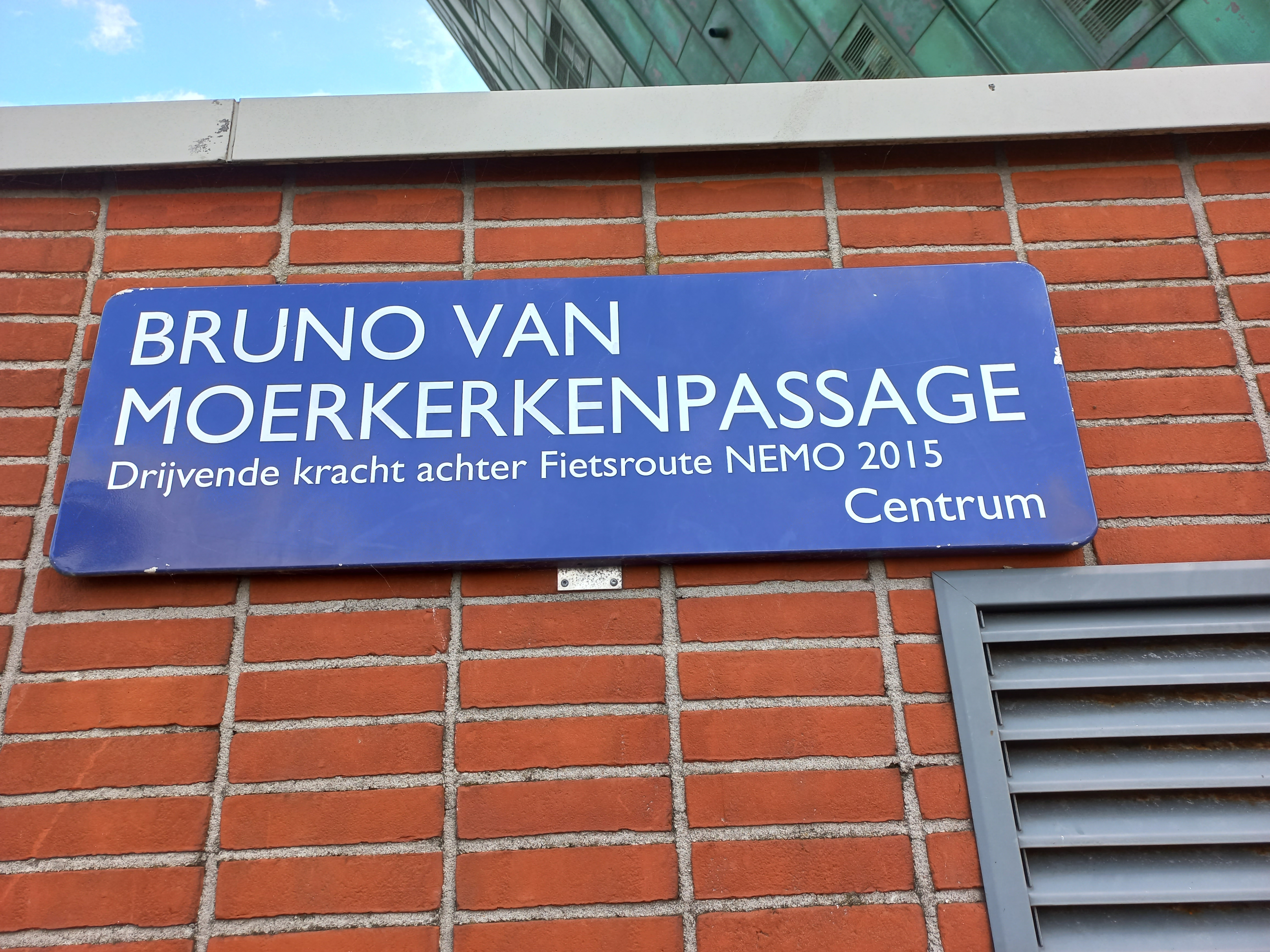
Bruno van Moerkerkenpassage, te Amsterdam

Eind 2004 sloot Van Moerkerken zich aan bij D66 en droeg bij aan het verkiezingsprogramma voor de Binnenstad. Daarna werd hij duo-raadslid in Amsterdam-Centrum en lid van de Bestuurscommissie. Hij staat bekend om zijn inzet voor het heropenen van steegjes in het Wallengebied, zoals de Spooksteeg, om de stad aantrekkelijker te maken en de veiligheid te vergroten. Ook realiseerde hij een fietsroute over het schiereiland van NEMO, bekend als de Bruno van Moerkerkenpassage, en zette zich in voor het verminderen van zwaar vrachtverkeer op de grachten.
Ondertussen schreef Van Moerkerken columns onder het geheime pseudoniem Ballabona Cucharón voor De Eilander en 1018-Magazine. Hierin voerde hij Zuid-Amerikaanse personages op die hun beklag deden over het stadsbestuur. Tevens was Van Moerkerken onder zijn eigen naam fotograaf voor deze tijdschriften.
In 2021 kreeg Van Moerkerken een koninklijke onderscheiding en werd door burgemeester Femke Halsema benoemd tot Lid in de Orde van Oranje-Nassau voor zijn verdiensten voor Amsterdam.
Van Moerkerken werd door zowel D66 als de redactie van het 1018-Magazine geprezen voor zijn 'legendarische' huisfeesten.

### Ziekte en overlijden
Bruno van Moerkerken was sinds 2004 ernstig ziek en gedacht werd dat hij nog maar zeer kort te leven had. Mede hierdoor had hij haast met zijn politieke plannen en was hij tegen het alsmaar uitstellen van zaken. Ondanks zijn korte levensverwachting, overleefde hij 20 jaar zijn ziekte. In december 2023 maakte zijn zoon en collega-columnist Leeuw van Moerkerken in een column bekend dat Ballabona Cucharón niet lang meer te leven had. In die zelfde uitgave schreef Van Moerkerkens alterego Ballabona Cucharón haar laatste column, waarin ze afscheid nam van haar trouwe lezers van de afgelopen 20 jaar met de vrij vertaalde citaat van Bertolt Brecht: "Maak een heel mooi plan, maak nog een ander plan, lukken doen ze beide niet." Bruno van Moerkerken overleed op 19 januari 2024 in zijn woning in Amsterdam aan de gevolgen van zijn ziekte.